# Atheta pachycera
Atheta pachycera är en skalbaggsart som först beskrevs av Eduard Eppelsheim 1893.  Atheta pachycera ingår i släktet Atheta, och familjen kortvingar. Enligt den finländska rödlistan är arten nära hotad i Finland. Arten är reproducerande i Sverige. Artens livsmiljö är moskogar.